# Karl-Thomas Neumann

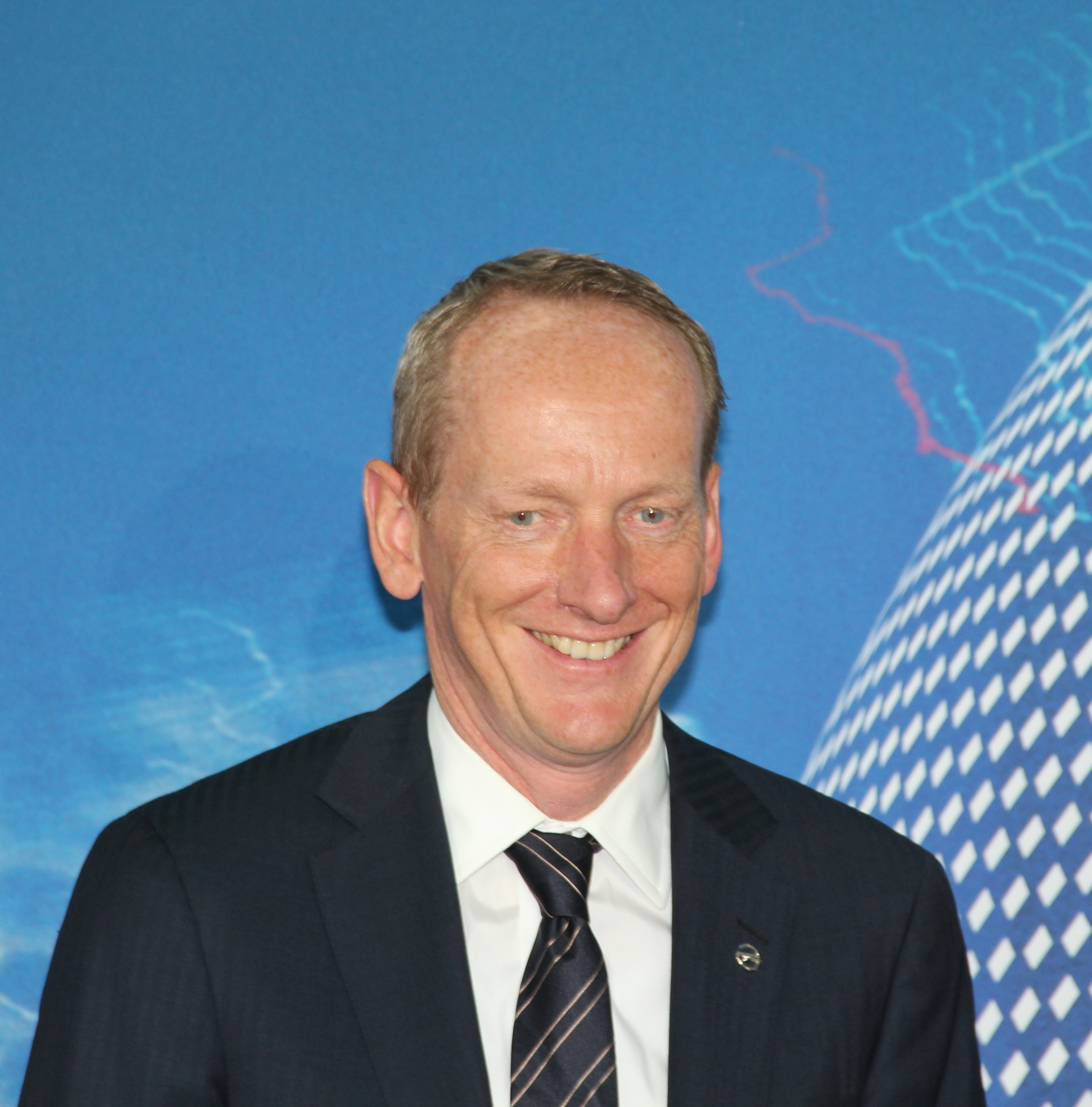
Karl-Thomas Neumann, 2013

Karl-Thomas Neumann (* 1. April 1961 in Twistringen, Niedersachsen) ist ein technisch ausgerichteter deutscher Manager und Investor im Bereich Automobil-Elektronik. In Deutschland bekleidete er führende Rollen in der Automobilindustrie, unter anderem bei Volkswagen und als Vorstand der Continental AG und der Adam Opel AG.

## Ausbildung
Neumann studierte Elektrotechnik an der Technischen Universität Dortmund, absolvierte danach seinen Zivildienst und arbeitete im Anschluss zunächst für das Fraunhofer-Institut für Mikroelektronische Schaltungen und Systeme in Duisburg. An der Universität Duisburg wurde er zum Dr.-Ing. promoviert.

## Berufliche Stationen
Neumann arbeitete ab 1993 für die Motorola GmbH als Entwicklungs- und Systemingenieur, zuletzt als Leiter des weltweiten strategischen Marketing Automobilmarkt.
1999 wechselte er zur Volkswagen AG, wo er zunächst die Elektronikforschung, dann die Konzernforschung leitete. Später stieg er zum Leiter der konzernweiten Elektronikstrategie auf. Im Anschluss übernahm er die Bereichsleitung Elektrik/Elektronik-Entwicklung.

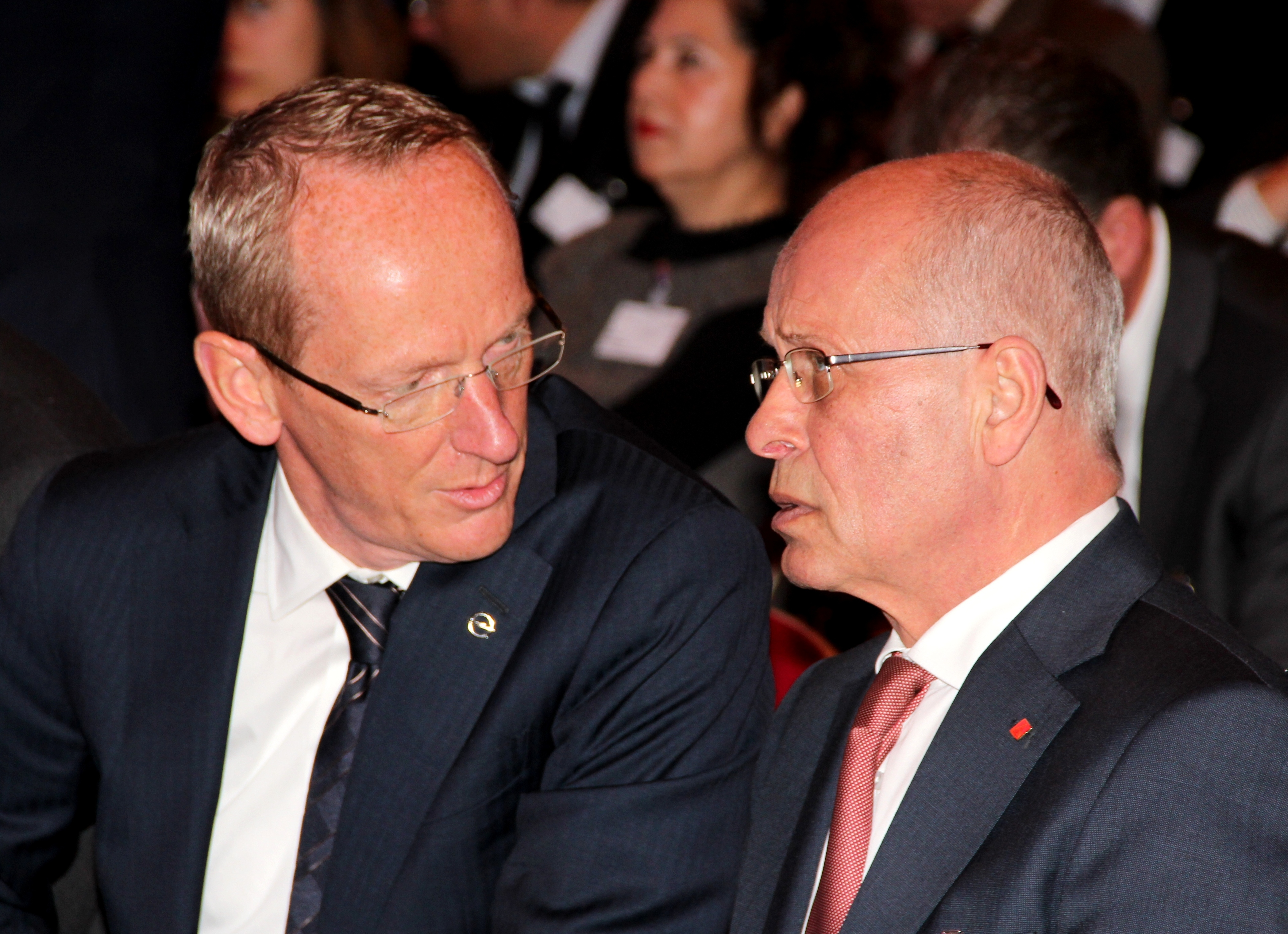
Neumann im Gespräch mit Berthold Huber 2013

Im Jahr 2004 wechselte Neumann zur Continental AG, wo er als Mitglied des Vorstands das Ressort Continental Automotive Systems (CAS) übernahm. Ein wesentliches Merkmal seiner Arbeit bei der Continental AG war die Übernahme der Automotive-Sparte von Siemens-VDO, wodurch die Continental AG zum zweitgrößten deutschen Zulieferer für Automotive-Elektronik wurde, hinter der Robert Bosch GmbH. Darüber hinaus erwarb er von seinem ehemaligen Arbeitgeber Motorola den Geschäftsbereich Automobilelektronik.
Von September 2008 bis August 2009 war Neumann Vorstandsvorsitzender des Automobilzulieferers Continental. Davor war er bereits Technikvorstand des Konzerns. Aufgrund unterschiedlicher Ansichten über die strategische Ausrichtung der Continental mit dem Conti-Großaktionär Schaeffler verließ Neumann auf eigenen Wunsch das Unternehmen.
Am 1. Dezember 2009 wurde Neumann Konzernbeauftragter für Elektro-Traktion und Generalbevollmächtigter der Volkswagen AG. In dieser neu geschaffenen Position zeichnete er für die Entwicklung von Elektroantrieben verantwortlich und unterstand direkt dem Vorstandsvorsitzenden Martin Winterkorn. Seit 1. September 2010 war Neumann President & CEO der Volkswagen Group China und leitete das Chinageschäft des Volkswagen-Konzerns. Wegen Umbesetzungen im Management verlor er Mitte 2012 diesen Posten wieder.
Neumann war von März 2013 bis Juni 2017 Chef der Adam Opel AG. Sein Nachfolger ist der ehemalige Opel-Finanzchef Michael Lohscheller.
Seit 2016 ist Karl-Thomas Neumann als Senator bei acatech – Deutsche Akademie der Technikwissenschaften tätig.
Von Anfang 2018 bis Mitte 2019 war Neumann im Managementteam der kalifornischen Firma Canoo für den Bereich Mobilität verantwortlich. Neben Investor-Rollen in verschiedenen Firmen ist er seit Ende 2019 Aufsichtsrat und Berater beim israelischen Startup Cartica AI.
Am 4. Dezember 2024 hat die Staatsanwaltschaft Hannover Anklage gegen Neumann und drei ehemalige Führungskräfte von Continental AG erhoben. Ihnen wird Beihilfe zum Betrug in mittelbarer Täterschaft in mehr als drei Millionen rechtlich zusammentreffenden Fällen im Zusammenhang mit dem sog. VW-Verfahren vorgeworfen.

## Privates
Karl-Thomas Neumann ist Vater von drei Söhnen.